# Seitarō Tomisawa
Seitarō Tomisawa (jap. 富澤 清太郎 Tomisawa Seitarō; ur. 8 lipca 1982) – japoński piłkarz występujący na pozycji obrońcy. Obecnie występuje w Albirex Niigata.

## Kariera klubowa
Od 2001 roku występował w klubach Tokyo Verdy, Vegalta Sendai, Yokohama F. Marinos, JEF United Chiba i Albirex Niigata.